# Amt Neuendorf/NM

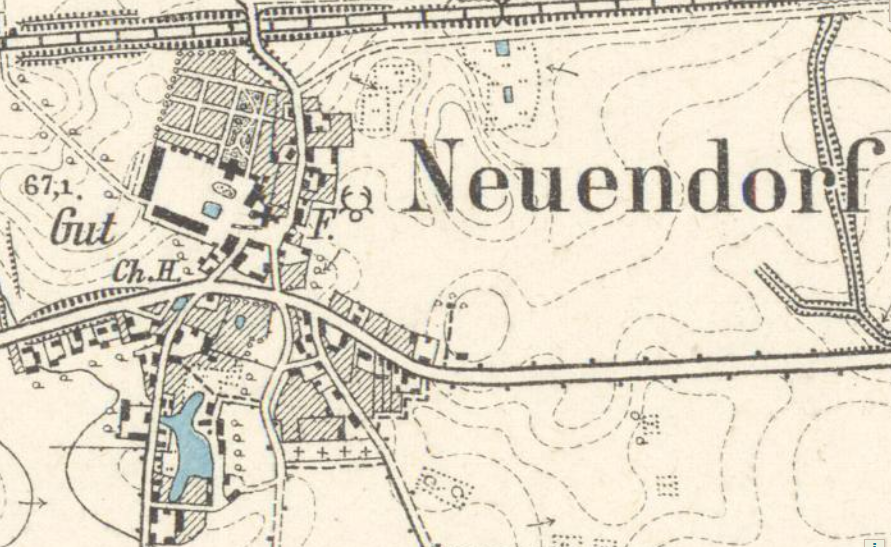
Neuendorf/Gajec auf dem Messtischblatt 1984 (alte Nr.) Drenzig von 1896

Das Amt Neuendorf/NM, auch Amt Neuendorf i. d. Nm. war ein königlich-preußisches Domänenamt im Landkreis Weststernberg in der Neumark mit Amtssitz in Neuendorf (heute Gajec, Woiwodschaft Lebus, Polen). Es wurde 1574 nach dem Tod von Markgräfin Katharina, der Frau von Johann von Brandenburg-Küstrin, gebildet, als deren persönlicher Besitz an den Landesherrn fiel. Nach Schaffung des Amtes Bischofsee 1734 wurde es bald danach mit diesem Amt zusammen verpachtet. 1815/6 wurde das Amt Bischofsee in das Amt Neuendorf eingegliedert. 1842/3 wurde das kombinierte Amt Neuendorf (und Bischofsee) aufgelöst und die dem Amt zustehenden Renten dem Rentamt Frankfurt überwiesen.

## Geschichte
Der brandenburgische Kurfürst Joachim I. Nestor von Brandenburg, hatte seine Länder zwischen seinen Söhnen Joachim und Johann aufgeteilt. Der ältere Sohn Joachim II. Hektor wurde nach dem Tod Joachims I. am 11. Juli 1535 Markgraf und Kurfürst von Brandenburg. Die Neumark mit Dramburg und Schivelbein, Sternberg, Crossen mit Züllichau und Sommerfeld sowie die Herrschaft Cottbus mit Peitz kam als (Teil-)Markgrafschaft Brandenburg-Küstrin dem jüngeren Sohn Johann. Er baute sich Küstrin als Residenzort aus und erhielt von der Nachwelt den Namen Johann (oder Hans) von Küstrin.
1556 kaufte Markgräfin Katharina von Braunschweig-Wolfenbüttel, die Frau des Johann von Brandenburg-Küstrin Dorf und Vorwerk Neuendorf von der Stadt Frankfurt an der Oder. 1566 kaufte sie Dorf und Vorwerk Drenzig von Melchior von Lossow-Gander hinzu. Nach dem Tod des Johann von Küstrin 1571 wurden die beiden Landesteile, Brandenburg-Küstrin und das Kurfürstentum Brandenburg wieder vereinigt. Nach dem Tod der Markgräfin 1574 fiel deren Besitz an den Landesherr Johann Georg und wurde in ein landesherrliches Amt umgewandelt. Am 27. Mai 1627 verpfändete der brandenburgische Kurfürst Georg Wilhelm das Amt Neuendorf an seinen einflussreichen Berater Adam von Schwarzenberg. Mit der Entmachtung Schwarzenbergs unter dem neuen Kurfürsten Friedrich Wilhelm kam das Amt Neuendorf wieder an den Landesherrn. Das Amt Neuendorf wurde schon Mitte des 18. Jahrhunderts mit dem Amt Bischofsee verbunden, d. h. beide Ämter wurden vom selben Amtmann verwaltet. In der zeitgenössischen Literatur wird es auch als Amt Bischofsee und Neuendorf bezeichnet. Bereits 1767 wurden beiden Ämter vom selben Pächter und Amtmann bewirtschaftet, der zudem in Neuendorf wohnte.
1806 wurden 18 neumärkische Ämter auf Wiederkauf an die Neumärkischen Stände verkauft, darunter auch die Ämter Neuendorf und Bischofsee. Sie waren in dieser Zeit einer eigens geschaffenen ständischen Domänenverwaltungskommission unterstellt. Nach dem Rückkauf der Ämter 1815/6 wurde das Amt Bischofsee mit dem Amt Neuendorf vereinigt. In den Handbücher über den königlich preussischen Hof und Staat verschwindet nun das Amt Bischofsee für einige Jahre. In der Ausgabe von 1832 taucht allerdings der Name als Domänenpachtamt Neuendorf und Bischofsee wieder auf. Der damalige Pächter, ein Oberamtmann Salbach wohnte in Neuendorf. 1842 wurde das Amt Neuendorf und Bischofsee aufgelöst, die Vorwerke in Erbpacht verkauft. Die Pächte wurden nun vom Rentamt Frankfurt an der Oder eingezogen.

### Zugehörige Orte
Um 1809/20 (einschließlich des Amtes Bischofsee)
- Auenmühle, Schneidemühle (existiert nicht mehr, lag etwa hier )
- Bischofsee, Dorf, Vorwerk (existiert nicht mehr), etwa hier (), Wassermühle, Unterförsterei
- Drenzig/Drzeńsko, Dorf, Vorwerk und Ziegelei
- Groß Lübbichow (Lubiechnia Wielka). Das Dorf gehörte ursprünglich zum Amt Lebus und kam 1736 zum Amt Frauendorf. 1784 wurde das Dorf zum Amt Neuendorf verlegt.
- Grünetisch, Krug (hier )
- Heidemühle bei Reppen, Wassermühle (existiert nicht mehr, etwa hier )
- Heidevorwerk bei Reppen, Vorwerk (Lage?)
- Heuscheune bei Leißow, Vorwerk (Lage?)
- Leißow(Lisów), Dorf
- Leißower Mühle, Wassermühle (existiert nicht mehr, lag hier )
- Neue Mühle/Nowy Młyn, Wassermühle an der Eilang bei Reppen (etwa hier )
- Neuendorf/Gajec, Dorf, Vorwerk, Forsthaus und Etablissement, 3 Wassermühlen, Teerofen, Försterei
- Neuer Krug, Erbpachtetablissement bei Reppen (Lage?)
- Polenziger Försterei, Unterförsterei (Lage?)
- Rätschmühle, Wassermühle bei Bischofsee (existiert nicht mehr, etwa hier )
- Reichenwalde/Radzików, Vorwerk
- Reppener Teerofen (Lage?)
- Sorge, Vorwerk (zwischen Aurith und Sandow), nach 1750 gegründet, existierte schon um 1900 nicht mehr (etwa hier )
- Steinfarther Mühle, Wassermühle (Lage )
- Steinfarther Krug (Lage )
- Teichhaus, Etablissement bei Reppen (Lage?)
- Neue Welt, Etablissement bei Reppen (Lage?)
- Wiesenwärterhaus bei Leißow (Lage?)
- Zerbow/Serbów, Dorf und Vorwerk wurden 1730 zum Amte hinzu gekauft.
- Zohlow/Sułów, Dorf und Vorwerk

## Amtleute
- 1767 Jeremias Schrey, Amtsrat und Generalpächter[4]
- 1770 Jeremias Schrey, Amtsrat und Generalpächter[5]
- 1775 Harthe, Amtsrat und Generalpächter der Ämter Bischofsee und Neuendorf[6]
- 1800 Harte, Amtsrat[7]
- 1804 Harte, Amtsrat[8]
- 1818 nicht gelistet (Amt Neuendorf: Harte, Amtsrat[9])
- 1821 nicht gelistet (Amt Neuendorf: Harte, Amtsrat und Salbach, Mitbeamter)[10]
- 1824 nicht gelistet (Amt Neuendorf: Salbach, Oberamtmann)[11]
- 1832 Salbach zu Neuendorf, Oberamtmann (Domänenpachtamt Neuendorf und Bischofsee)
- 1836 Salbach, Oberamtmann (Domänenpachtamt Neuendorf und Bischofsee)[12]
- 1841 Salbach, Oberamtmann[13]
- 1843 Frau Oberamtmännin Salbach, geb. Maaß zu Neuendorf, Pächterin der Domänenvorwerke Neuendorf und Drenzig, Herr Schmidt zu Bischofsee, Pächter der Domänenvorwerke Bischofsee und Zohlow.[14]
- 1844 Schönfeldt zu Neuendorf, Pächter der Domänenvorwerke Neuendorf und Drenzig, Schlundt zu Bischofsee, Pächter der Domänenvorwerke Bischofsee und Zohlow[15]
- 1845 Schönfeldt zu Neuendorf, Pächter der Domänenvorwerke Neuendorf und Drenzig, Schlundt zu Bischofsee, Pächter der Domänenvorwerke Bischofsee und Zohlow[16]
- 1868 Stolle, Pächter der Domänenvorwerke Neuendorf und Drenzig[17]
- 1875 Stolle sen., Oberamtmann, Stolle jun., Mitpächter[18]
- 1879 Lieut. Stolle in Drenzig[19]

## Belege